# Contea di Yanling
La contea di Yanling (炎陵县S, Yánlíng XiànP) è una contea della Cina, situata nella provincia di Hunan e amministrata dalla prefettura di Zhuzhou.